# Jutaí
Jutaí é um município brasileiro do estado do Amazonas, na Região Norte do país. Localiza-se na Região Intermediária de Tefé e Região Imediata de mesmo nome. Sua população, de acordo com estimativas do Instituto Brasileiro de Geografia e Estatística (IBGE) era de 13 462 habitantes em 2021. Sua área territorial é de 69.857 km².
Foi criado em 1955, sendo o município do Brasil com mais elevado índice de Gini, segundo cálculos do Programa das Nações Unidas para o Desenvolvimento de 2001, o que faz deste o município com maior desigualdade de renda do país. Possui a terceira menor taxa mortalidade infantil do país, de apenas 1,7 mortes a cada mil nascidos vivos.

## Religião

### Censo de 2022
Religiões em Jutaí (2022)
Na divulgação dos resultados preliminares, do Censo de 2022, o IBGE informou que a população de Jutaí era composta, no ano da realização do Censo, por: 43,26% protestantes, 38,9% de católicos romanos, 9,15% sem religião, 0,19% religiões afro-brasileiras, 0,33% tradições indígenas, 5,96% de outras religiões e 2,22% não responderam ou não declararam a religião.
Neste ano, Jutaí foi uma das 244 cidades brasileiras onde o Protestantismo era a maior religião.